# 7376 Jefftaylor
7376 Jefftaylor (1980 UU1) là một tiểu hành tinh vành đai chính được phát hiện ngày 31 tháng 10 năm 1980 bởi S. J. Bus ở Palomar.